# مايك شيرمان
مايك شيرمان (بالإنجليزية: Mike Sherman)‏ هو لاعب كرة قدم أمريكية أمريكي، ولد في 19 ديسمبر 1954 في نوروود في الولايات المتحدة.

## وصلات خارجية
- مايك شيرمان على موقع إن إن دي بي (الإنجليزية)